# Коростень (Речицкий район)
Коростень (бел. Каростань) — деревня в Пересвятовском сельсовете Речицкого района Гомельской области Белоруссии.
Около деревни расположено месторождение мергеля.

## География

### Расположение
В 14 км на юго-запад от районного центра и железнодорожной станции Речица (на линии Гомель — Калинковичи), 65 км от Гомеля.

## Транспортная сеть
Рядом автодорога Калинковичи — Гомель. Планировка состоит из прямолинейной широтной улицы, застроенной двусторонне деревянными усадьбами.

## История
По письменным источникам известна с XIX века как селение в Ровенскослободской волости Речицкого уезда Минской губернии. В 1855 году дворянка Сикорская владела в деревне 300 десятинами земли. Согласно переписи 1897 года действовал хлебозапасный магазин. В 1931 году организован колхоз. Во время Великой Отечественной войны освобождена от немецкой оккупации 14 ноября 1943 года. 32 жителя погибли на фронте. Согласно переписи 1959 года располагались подсобное хозяйство производственного объединения «Беларуснефть» и клуб.

## Население

### Численность
- 2004 год — 52 хозяйства, 95 жителей.

### Динамика
- 1897 год — 29 дворов, 273 жителя (согласно переписи).
- 1908 год — 45 дворов.
- 1930 год — 69 дворов, 357 жителей.
- 1959 год — 347 жителей (согласно переписи).
- 2004 год — 52 хозяйства, 95 жителей.